# リンギット
リンギット（マレー語: Ringgit）は、マレーシアの通貨単位。MYRまたはRMで記される。マレーシア・ドルとも呼ばれるが、マレー語の公式名称であるリンギットが一般的。補助単位はセン（マレー語: sen）で、1リンギット＝100セン。なお、ringgit の日本語表記は二通りあり、リンギット／リンギと表記の揺れが見られる。マレー語における ringgit の発音は「リンギッ」に近い。

## 語源
「リンギット」という言葉は元来、マレー語で「ギザギザな」を意味する形容詞であり、16～17世紀におけるポルトガルの各植民地で広く流通していたスペイン・ドル銀貨の形状（ノコギリ状の縁）を指し示していた。また、マレー語ではシンガポール・ドルおよびブルネイ・ドルもリンギットと呼ばれるため、マレーシア通貨の公式名称は Ringgit Malaysia（公式略称はRM）となる。つまり、別称であるマレーシア・ドルは、公式名称の英訳にあたる。

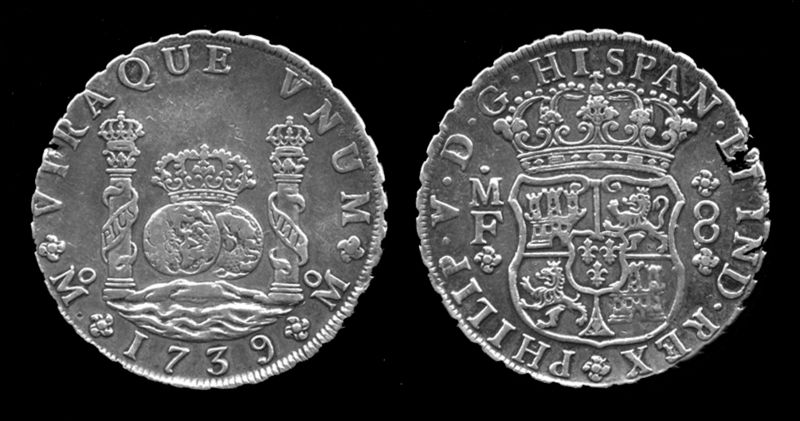
1739年銘 スペインドル銀貨（メキシコ鋳造）

1975年の8月にリンギットおよびセンが公式名称として採択されるまでは、それぞれ実際に英語のドル（dollar）およびセント（cent）と呼ばれていた。現在でも、マレーシア国内の一部地域ではこちらの名称を使用している。例えば、マレーシア国内の英語話者は、1リンギットを1ドルと呼ぶ。ちなみに、マレーシアで広く話されている福建語では、1リンギットを蜀箍銀（tsit8-kho·1-gin5）と呼ぶ。また、マレー半島の北部地域では、10センをクパン（kupang）と呼ぶ習慣がある。

## 為替相場制度の変遷
1997年のアジア通貨危機を乗り切る通貨管理政策の一環で、1998年9月2日に固定相場制へ移行した事に伴い、1USD＝RM3.80の交換レートとなっていたが、2005年7月21日に発表された中国の人民元改革に追従する形で通貨バスケット制による管理変動相場制に移行を発表、翌日より実施された。

## 制度変更の背景と影響
変動相場制への変更は、2005年初のドル安傾向に連動した過度のリンギット価値下落を防ぐことが目的で、人民元の切り上げと同時に行うことで輸出競争力の確保を図った。
制度変更当初から2005年12月までは1USD＝RM3.77 - 3.78のレベルで推移したが、2006年1月に入って海外から投資資金流入により、1USD＝RM3.73までリンギット高が進む。しかしながら、制度変更前からの変動幅は依然として小さく、通貨バスケット制の範囲内であった。その後、年前半においては1USD＝RM3.60を割る水準までリンギット高が進むが、年後半にかけては若干弱含みRM3.65 - 3.70のレンジまで戻った。しかしながら、06年11月末から年末にかけて株式投資や企業買収のための国外資金流入により1USD＝RM3.53まで急進した。（参考：当時の対リンギット為替相場 - マレーシア国立銀行）

## 紙幣
紙幣は100、50、20、10、5、2、1リンギットの7種類。従来発行、流通していた500、1000リンギット紙幣は、全て法的価値を失っている。すべての紙幣に初代国王アブゥドル・ラーマン（Tuanku Abdul Rahman ibni Almarhum Tuanku Muhammad）の肖像が印刷されている。なお、新1リンギット紙幣と新5リンギット紙幣は、ポリマー紙幣となっている。なお、100リンギット紙幣は流通量が少ないため、日常的には50リンギット札が高額紙幣と見なされている。以下は第3世代のもの。
- 1リンギット（青）：キナバル山と「ワウブラン（三日月）」型の凧
- 2リンギット（ライラック色）:クアラ・ルンプール・タワー（Menara Kuala Lumpur）と人工衛星MEASAT
- 5リンギット（緑）：クアラルンプール国際空港とペトロナスツインタワー
- 10リンギット（赤）：クアラルンプールのプトラLRT、マレーシア航空機、マレーシア国際海運（MISC）の貨物船
- 50リンギット（青・グレー）：ペトロナス社の海上石油掘削基地
- 100リンギット（紫）：プロトン自動車生産ラインとエンジン

2012年から、新紙幣(第4世代)の流通が開始された。第4世代では、元々流通量が少なかった2リンギット紙幣が廃止された。
紙幣イメージはマレーシア国立銀行の紙幣見本を参照。

## 硬貨
硬貨は50、20、10、5、1センの5種類がそれぞれ流通している。ただし、1セン硬貨はほとんど流通しておらず、計算上端数が発生した場合、5セン単位に切り上げるか、切り下げて計算される。なお、従来流通していた1リンギット硬貨は、偽造が多かったため、2005年12月6日をもって廃貨となり、法的価値を失った。
2012年から、新硬貨(第3世代)の流通が開始された。第3世代では、1セン硬貨は価値が小さすぎるため製造されなくなった。ただし現在でも1リンギット以外の旧硬貨（第2世代以前）は、1セン硬貨も含めて法的に有効である。
歴代の硬貨の材質は次の表の通り。
|             | 第1世代(1967)     | 第2世代(1989)    | 第3世代(2012)                          |
| ----------- | ----------------- | ---------------- | -------------------------------------- |
| 1リンギット | 白銅              | 銅・亜鉛・錫合金 | (硬貨は2005年に通用停止、紙幣に一本化) |
| 50セン      | 白銅              | 白銅             | ニッケル黄銅メッキ銅                   |
| 20セン      | 白銅              | 白銅             | ニッケル黄銅                           |
| 10セン      | 白銅              | 白銅             | ステンレス                             |
| 5セン       | 白銅              | 白銅             | ステンレス                             |
| 1セン       | 青銅→銅メッキ鋼鉄 | 銅メッキ鋼鉄     | (小額すぎるため製造中止)               |

## 為替レート
対ドルレート